# Физика на тъгата
„Физика на тъгата“ е роман на българския писател, поет и драматург Георги Господинов от 2011 г.
Романът е издаден на български език от издателство „Жанет 45“ през декември 2011 г. През 2013 г. е издаден на сръбски език (Физика туке) от издателство Geopoetika. Издаден е и на италиански език (Fisica della malinconia) през 2013 г. от издателство Voland, преводач е Джузепе дел Агата. През март 2015 г. излиза на френски език (Physique de la mélancolie) от издателство Intervalles. Издадена е и на английски език в САЩ (The physics of sorrow) от издателство Open Letter Books през април 2015 г. Преводач е Анджела Родел. Романът е издаден на нидерландски език (De wetten van de melancholie) през септември 2015 г. от издателство Ambo/Anthos.
През 2019 г. режисьорът и аниматор Теодор Ушев създава анимационния филм „Физика на тъгата“, чието действие се развива по романа.

## Отзиви
| „                              | „Изключително рядко е да намериш книга, писана днес, но предназначена и за настоящето, и за бъдещето, книга, която не иска нищо да ни съобщи, нищо да разкрие. Тя просто говори, без да се сковава в „автофикция“, нито в „документалното“, още по-малко в някоя от днешните пози – присмехулно-ехидна или вятърничаво-повърхностна. Човече, как буди този свеж полъх!“ | “ |
| Жан-Люк Нанси, в. „Либерасион“ | |   |

| „                              | „Не е нещо уникално за България, наясно е Господинов. В днешните времена на икономии и съкращения, тя заплашва да залее цяла Европа. Но идеята за неизживения живот има особен отзвук в държава, в която хоризонтът на възможностите е бил преначертаван толкова често, където пейзажът е осеян с руините на „неясни, абстрактни идеологии“ и провалените им обещания – от разпадащите се паметници на социализма до изоставените курорти и апарт-комплекси на съвременния строителен бум.“ | “ |
| Гарт Грийнуел, сп. „Ню Йоркър“ | |   |

## Награди
Романът е отличен с:
- Национална награда „Христо Г. Данов“ (2012)
- Наградата на Столична община за ярки постижения в областта на културата, раздел „Литература“ (2012)
- Награда „Цветето на Хеликон“ за най-продавана българска книга (2013)
- Национална литературна награда за български роман на годината „13 века България“ (2013)[1]
- Швейцарската литературна награда „Ян Михалски“ (2016)[8]

Финалист е на четири европейски награди:
- Premio Strega Europeo
- Gregor von Rezzori
- Haus der Kulturen der Welt Preis
- Brücke Berlin Preis

## Чуждестранни издания
- 2013 – на сръбски: Физика туге – изд. Geopoetika[2] Прев. Ивана Стоичков[9]
- 2013 – на италиански: Fisica della malinconia – изд. Voland[10] Прев. Джузепе дел Агата
- 2014 – на немски: Physik der Schwermut – изд. Droschl (Австрия)[11] Прев. Александър Зицман
- 2015 – на френски: Physique de la mélancolie – изд. Intervalles[12] Прев. Мари Врина-Николов
- 2015 – на английски: The Physics of Sorrow – изд. Open Letter Books (САЩ)[13][14] Прев. Анджела Родел
- 2015 – на нидерландски: De wetten van de melancholie – изд. Ambo/Anthos[15] Прев. Хелен Койман
- 2015 – на македонски: Физика на тагата – изд. ИЛИ-ИЛИ[16] Прев. Никола Маджиров
- 2015 –на словенски: Fizika žalosti – изд. Beletrina[17] Прев. Борут Омерзел
- 2016 – на арабски: فيزياء الحزن – изд. دار أثر[18] Прев: Ниделия Канава
- 2017 – на турски: Hüznün Fiziği – изд. Metis[19] Прев: Хасине Шен Карадениз
- 2017 – на датски: Melankoliens fysik – изд. Jensen & Dalgaard[20] Прев: Хеле Далгор
- 2018 – на гръцки: Περί φυσικής της μελαγχολίας – изд. Ίκαρος[21] Прев: Александра Йоаниду